# Volker Zotz
Volker Zotz (28. listopada 1956.) je austrijski filozof i književnik.

## Životopis
Volker Zotz studirao je filozofiju, povijest i budističke studije na Sveučilištu u Beču, gdje je naposljetku doktorirao filozofiju. Njegova disertacija iz 1986. godine bavila se tematikom prihvaćenosti budizma u filozofiji i književnosti na njemačkom jeziku. Potom je predavao povijest kulture na Sveučilištu primijenjene umjetnosti u Beču te filozofiju na Sveučilištu u Beču. Habilitirao je na Sveučilištu u Saarlandu. Od 1989. do 1999. Zotz je radio kao profesor filozofije na japanskim sveučilištima u Kyotu i Tokiju. Od 1999. do 2009. predavao je na Sveučilištu u Luksemburgu. Nakon toga je živio u istočnoj i južnoj Aziji, uglavnom u Indiji, gdje je vodio istraživačke projekte u području povijesti kulture i bavio se književnošću.
Jednu od glavnih točaka rada Volkera Zotza čine filozofske tradicije konfucijanizma i budizma te njihov utjecaj na mišljenje, književnost i umjetnost u Europi. Objavio je više od dvadeset knjiga o ovim temama koje se bave povijesnim i aktualnim zbivanjima u Indiji, Kini i Japanu.
Drugo težište opusa Volkera Zotza vezano je za nadrealizam. Godine 1990. objavio je prvu biografiju Andréa Bretona na njemačkom jeziku, koji je bio važan teoretičar nadrealizma. Zotz se bavio i opsežnim istraživanjem hrvatskog nadrealističkog pjesnika Radovana Ivšića.
Volker Zotz od svoje se mladosti bavio književnošću. Njegove prve knjige, koje su objavljene 1978., sadržavale su kratke priče i lirske tekstove. Kasnije su uslijedili publicistički i znanstveni radovi. Kolumnist je nekoliko časopisa na njemačkom jeziku. Zotzove knjige prevedene su na mnoge jezike, uključujući kineski, korejski, poljski, španjolski i češki.
Volker Zotz osnovao je njemački kulturni časopis Ḍamaru, koji izlazi od 1982., a izdaje se već četiri desetljeća. Časopis se bavi književnošću, umjetnošću i kulturom Europe i Azije.

## Djela
- Maitreya. Kontemplationen über den Buddha der Zukunft. Mit einem Vorwort von Lama Anagarika Govinda. Hannoversch Münden 1984, ISBN 3-87998-054-3
- Zur Rezeption, Interpretation und Kritik des Buddhismus im deutschen Sprachraum vom Fin-de-Siècle bis 1930. Historische Skizze und Hauptmotive. Wien: Phil. Diss., 1986
- Maitréja. Elmélkedések a jövö Buddhájáról. Sándor Csoma|Körösi Csoma Sandor Buddhológiai Intézet, Budapest 1986
- Freiheit und Glück. Buddhas Lehren für das tägliche Leben. München 1987, ISBN 3-8138-0090-3
- André Breton. Rowohlt, Reinbek bei Hamburg 1990, ISBN 3-499-50374-3
- Erleuchtung im Alltag. München 1990, ISBN 3-8138-0175-6
- Buddha. Rowohlt, Reinbek bei Hamburg 1991, 6. Auflage 2001, ISBN 3-499-50477-4
- André Breton. Préface de José Pierre. Paris: Édition d'art Somogy, 1991, ISBN 2-85056-199-1.
- Der Buddha im Reinen Land. Shin-Buddhismus in Japan. Diederichs, München 1991, ISBN 3-424-01120-7
- Buddha. Votobia, Olomouc 1995, ISBN 80-85885-72-7
- Geschichte der buddhistischen Philosophie. Rowohlt, Reinbek bei Hamburg 1996, ISBN 3-499-55537-9.
- Buddha. Hangilsa, Seoul 1997, ISBN 89-356-0136-5.
- Mit Buddha das Leben meistern. Buddhismus für Praktiker. Rowohlt, Reinbek bei Hamburg 1999, 4. Auflage 2003, ISBN 3-499-60586-4
- Konfuzius. Rowohlt, Reinbek bei Hamburg 2000, ISBN 3-499-50555-X
- Auf den glückseligen Inseln. Buddhismus in der deutschen Kultur. Theseus, Berlin 2000, ISBN 3-89620-151-4
- Totus tuus. Marianisches Lesebuch zur Luxemburger Muttergottes-Oktave. Kairos, Luxembourg 2004, ISBN 2-9599829-9-1
- Die neue Wirtschaftsmacht am Ganges. Redline, Heidelberg 2006, ISBN 3-636-01373-4
- Buda, Maestro de Vida. Ellago Ediciones 2006, ISBN 84-95881-87-X
- Konfuzius für den Westen. Neue Sehnsucht nach alten Werten. O.W. Barth, Frankfurt am Main 2007, ISBN 978-3-502-61164-6
- Die Suche nach einem sozialen Buddhismus. Kairos, Luxembourg 2007, ISBN 2-9599829-6-7
- Historia Filozofii Buddyjskiej. Wydawnictwo WAM, Krakau 2007,ISBN 978-83-7318-878-5
- Business im Land der aufgehenden Sonne. Redline, Heidelberg 2008, ISBN 978-3-636-01449-8
- Kamasutra im Management. Inspirationen und Weisheiten aus Indien. Campus Verlag, Frankfurt am Main 2008, ISBN 978-3-593-38515-0

## Vanjske povesnice
- Stranica književnika: www.volkerzotz.eu  Arhivirana inačica izvorne stranice od 21. travnja 2009. (Wayback Machine)